# Natalie Gregory
Natalie Lynn Gregory, född 20 oktober 1975 i Alameda County i Kalifornien, är en amerikansk före detta barnskådespelare. Hon har bland annat medverkat i Disney-filmen Oliver & gänget från 1988, där hon gör den amerikanska originalrösten till karaktären Jenny Foxworth. Hon har också varit nominerad till en Young Artist Award i början av sin karriär.

## Filmografi (i urval)

### Film
- 1988 – Oliver & gänget

### TV
- 1984 – Trapper John, M.D. (TV-serie)
- 1984 – Cagney och Lacey (TV-serie)
- 1984 – Magnum (TV-serie)
- 1985–1988 – Highway to Heaven (TV-serie)
- 1985 – Amazing Stories (TV-serie)
- 1986 – Mr. Belvedere (TV-serie)
- 1987 – The New Mike Hammer (TV-serie)